# Fiatal Írók Szövetsége
A Fiatal Írók Szövetsége (FISZ) egy 1998-ban alapított magyarországi irodalmi egyesület.

## Története

### Megalakulása
1998-ban jött létre A Fiatal Írók Szövetsége (FISZ),  azzal a céllal, hogy jelentősebb szerepet vállaljon a magyar irodalomban, főként a fiatal magyar írók és irodalmárok érdekképviseletében. A művészeti, szakmai szervezet mára reprezentatív határokon átívelő irodalmi társulássá, minden tehetséges fiatal alkotó számára nyitott, progresszív, dinamikusan fejlődő alkotóközösséggé vált. A szövetség tagjai között szépírók, irodalomtörténészek, szerkesztők, kritikusok, műfordítók is találhatók, így ennek megfelelően a tevékenységi körünk is széles skálán mozog.

### Ki lehet tagja
A szövetség tagja lehet állampolgárságtól függetlenül minden 40. életévét be nem töltött személy, aki az irodalom bármely területével, szépírással, irodalomtörténettel, szerkesztéssel, irodalomszervezői vagy kritikusi tevékenységgel foglalkozik vagy a magyar kultúrához bármilyen módon kötődik. 

### Célja
A Fiatal Írók Szövetsége nem pusztán kiadó: líra-, próza- és műfordító műhelyei, évente megrendezett visegrádi tábora révén az írásra fogékony fiatalok tehetséggondozásának fontos fóruma, emellett pedig olyan szellemi műhely, mely számos felolvasóest, író-olvasó találkozó és vita mellett szakmai konferenciákat éppúgy szervez, ahogyan Jókai nyomait követő városi sétát vagy rendhagyó irodalomórákat. Fontos célkitűzéseink közé tartozik a budapesti mellett a vidéki, illetve határon túli olvasókkal is megismertetni a kortárs magyar irodalmat és a fiatal szerzőket. 